# Lacht el Bahhtar
A Lacht El Bahhtar egy magyar alternatívrock-együttes (1986–1993).

## Története
A budapesti zenekar 1986 őszén lépett színpadra először a budapesti Képző- és Iparművészeti Szakközépiskolában. 1987 telén, a Naconxipán fesztiválon mutatkoztak be a szélesebb nyilvánosság előtt.
A következő 5 évben minden jelentős budapesti underground klubban és fesztiválon játszottak, és 1991-ben egy fesztiválon léptek fel hollandiai Groningenben olyan zenekarok társaságában, mint a Kispál és a Borz, Ugatha Christie vagy az Andersen.
A LEB zenéje meglepő, friss, depresszív hangulatával gyakran megütközést váltott ki, egyedülálló produkciójuk révén.[forrás?] Évek alatt mégis kialakult a saját közönségük, 1990-es – kazettán megjelent – első albumuk 3000 példányban kelt el.[forrás?] Felállásuk: dobgép, szintetizátor, cselló, gitárok, és ének.
A zenekar második, Romantika című 1991-es albumából 20 házilag készült műsoros kazetta készült, melyet a zenekar elvitt magával Groningenbe, és azokat mind megvették.

## Tagok
Az együttesben játszottak 1986–1993 között:
- Lengyel Zoltán (gitár, dobprogramok)
- Nagy Péter (billentyűs hangszerek, dobprogramok)
- Rákosi Attila (ütősök)
- Réczey Zoltán (ének)
- Salamon Eszter (cselló)
- Szabó Gergely (basszusgitár, dobprogramok)
- Szabó Győző (ének)
- Szvoboda Viki (ének)

## Albumok
- 1990, 1990
- Romantika, 1991